# Терегулов, Айрат Рауфович
Айрат Рауфович Терегулов (род. 30 октября 1957, Уфа) – художник-график, член Союза художников СССР (России) с 1991 года.  Заслуженный художник РФ (2014). Заслуженный художник РБ (2004). Директор Башкирского государственного художественного музея имени Михаила Нестерова (2015).

## Биография
Айрат Рауфович Терегулов родился 30 октября 1957 года в Уфе. Наряду с общеобразовательной школой, учился и в музыкальной школе - по классу скрипки (преподаватель Михаил Ефимович Швайштейн). Происходил из татарских мурз Терегуловых.
Интерес к живописи появился на службе в армии в Бузулуке, где он познакомился с художником из Оренбурга. По окончании службы работал художником-оформителем, дизайнером интерьеров. 
...Я заполняю любым пачкающим материалом пространство полотна, буквально терзая его, пока не почувствую: вогнал туда всю свою энергетику, чтобы работа зазвучала в унисон с твоей душой.
Закончил в 1985 году художественно - графический факультет  Башкирского государственного педагогического института в Уфе. Дипломной работой А. Терегулова в БГПУ была серия графических листов по мотивам романа Б. Васильева «В списках не значился», выполненная сухой иглой.
Как художник, А. Терегулов работает в техниках офорта, черно-белого граттажа, сухой игле, линогравюре, гравюре на дереве, смешанной технике, компьютерном дизайне, живописи и др.
В 2015 году назначен директором  Башкирского государственного художественного музея имени Михаила Нестерова.
Работы художника находятся в частных собраниях, собраниях музеев и картинных галерей: БГХМ им. М. В. Нестерова (Уфа), Ирбитский МИИ (Свердловская обл. РФ), Чувашский ГХМ (Чебоксары), МСИ (Москва), МСИ (Париж, Франция), ГСИ (Хельсинки, Финляндия), ХГ г. Копенгагена (Дания), Фонд «Spase group of Korea» (Сеул, Южная Корея), Библиотека «Октавиан Гога» (Клу ж , Румыния), Национальная Королевская библиотека (отдел международного искусства) г. Копенгагена (Дания), Муниципальная публичная библиотека г. Гливице (Польша), Тама Арт Университет (Токио, Япония), Художественный Музей г. Тетово (Македония), Музей г. Майданек (Польша), Фонд современного искусства « Флореан музей» (Байя Маре, Марамурес, Румыния), Коллекция «Graphium» Международного минипринта (Тимишоара , Румыния) , « Civic Museum » (Кремона, Италия), Департамент культуры (Испания), Библиотека г.Боджио Ломнаго и Итальянская ассоциация экслибриса (Италия), Городская галерея г.Узице (Югославия), Вильнусский графический центр (Литва), Стамбульский музей графических искусств (Турция), Фонд искусств «Caixanova» (Испания)
Cемья: жена – библиотекарь, дочь – юрист-финансист, внучка.

## Основные работы
Офорты  “Ворона”, “Лестничная клетка” и др. Серия  картин “Мужские игры”, “Габитус”, “Инстинкт”. Ксилография - Купальщица
Живописные работы: Холодный букет (2009), Девочка (2013).
Серия иллюстраций к книге башкирского эпоса «Акбузат» – составной части «Урал-батыра».

## Выставки
С 1981 года Терегулов Айрат Рауфович - участник зональных, республиканских, региональных, всероссийских, всесоюзных, международных
и зарубежных выставок, в том числе более двухсот групповых и свыше 30 персональных выставок.
Его персональные выставки проходили в Уфе (1990, 1995, 2001, 2007, 2009), Копенгагене (1995, 1996), Челябинске (1995, 2008), Москве (2001), Казани (2002, 2008), С.-Петербурге, Байя Маре (Румыния; 2005) и др.

## Награды
Лауреат молодёжной премии Башкирии в области искусства имени Г. Саляма - за серию графических произведений «Соблазны» и серию «По мотивам произведений А. Платонова»;
Лауреат премии имени М.В.Нестерова;
Дипломант Российской академии художеств, лауреат I Всероссийского Конгресса экслибриса;
Обладатель Золотой медали Региональной художественной выставки «Урал-Х», Серебряной медали I Екатеринбургского регионального биеннале-фестиваля графики «Урал-Графо»,  III межрегиональной академической выставки-конкурса «Красные ворота / Против течения».